# Ptyalorhynchus piger
Ptyalorhynchus piger är en plattmaskart som beskrevs av Brunet 1973. Ptyalorhynchus piger ingår i släktet Ptyalorhynchus och familjen Cicerinidae. Inga underarter finns listade i Catalogue of Life.